# Automobiles Ardex

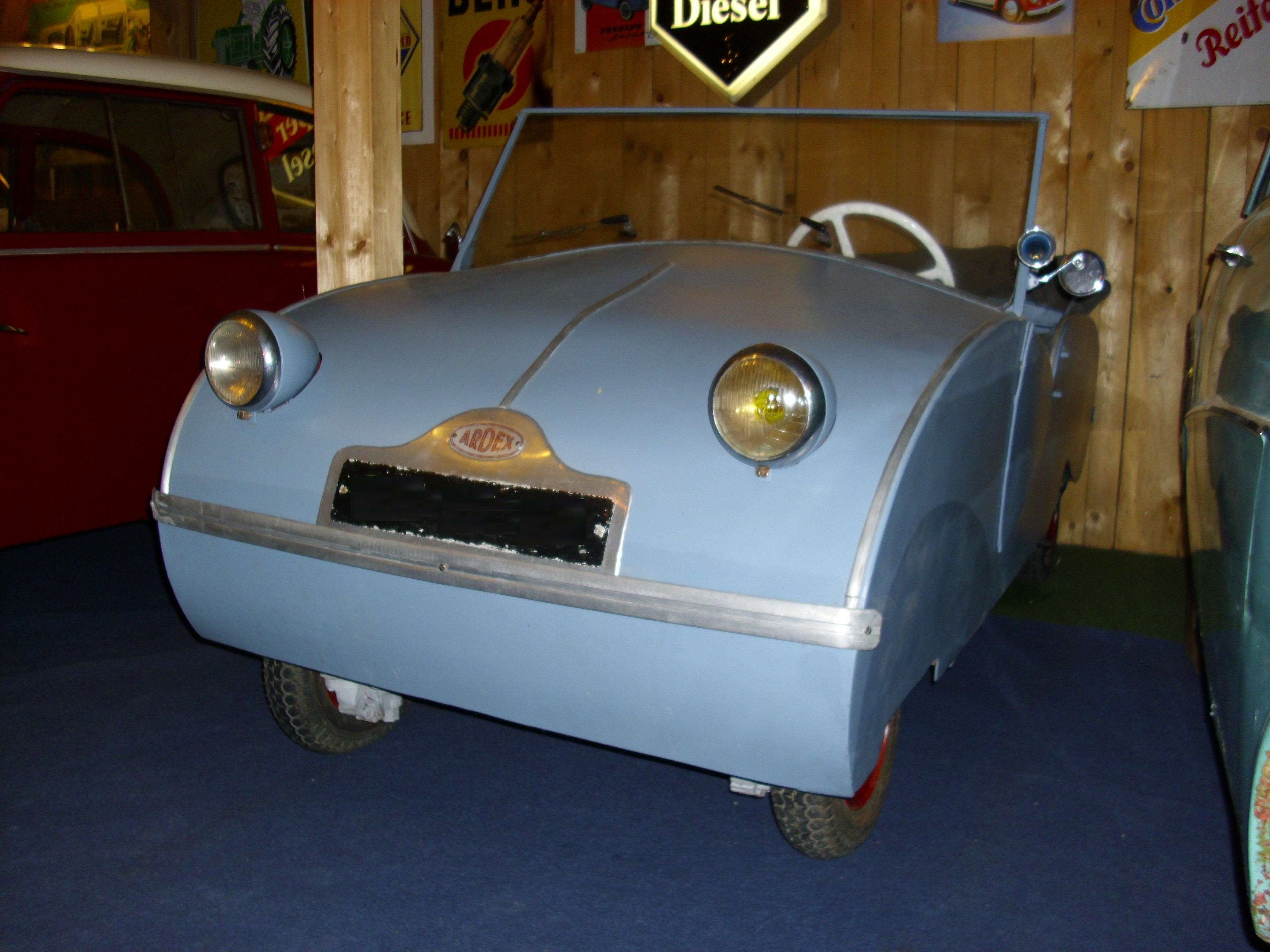
Ardex von 1952–1955

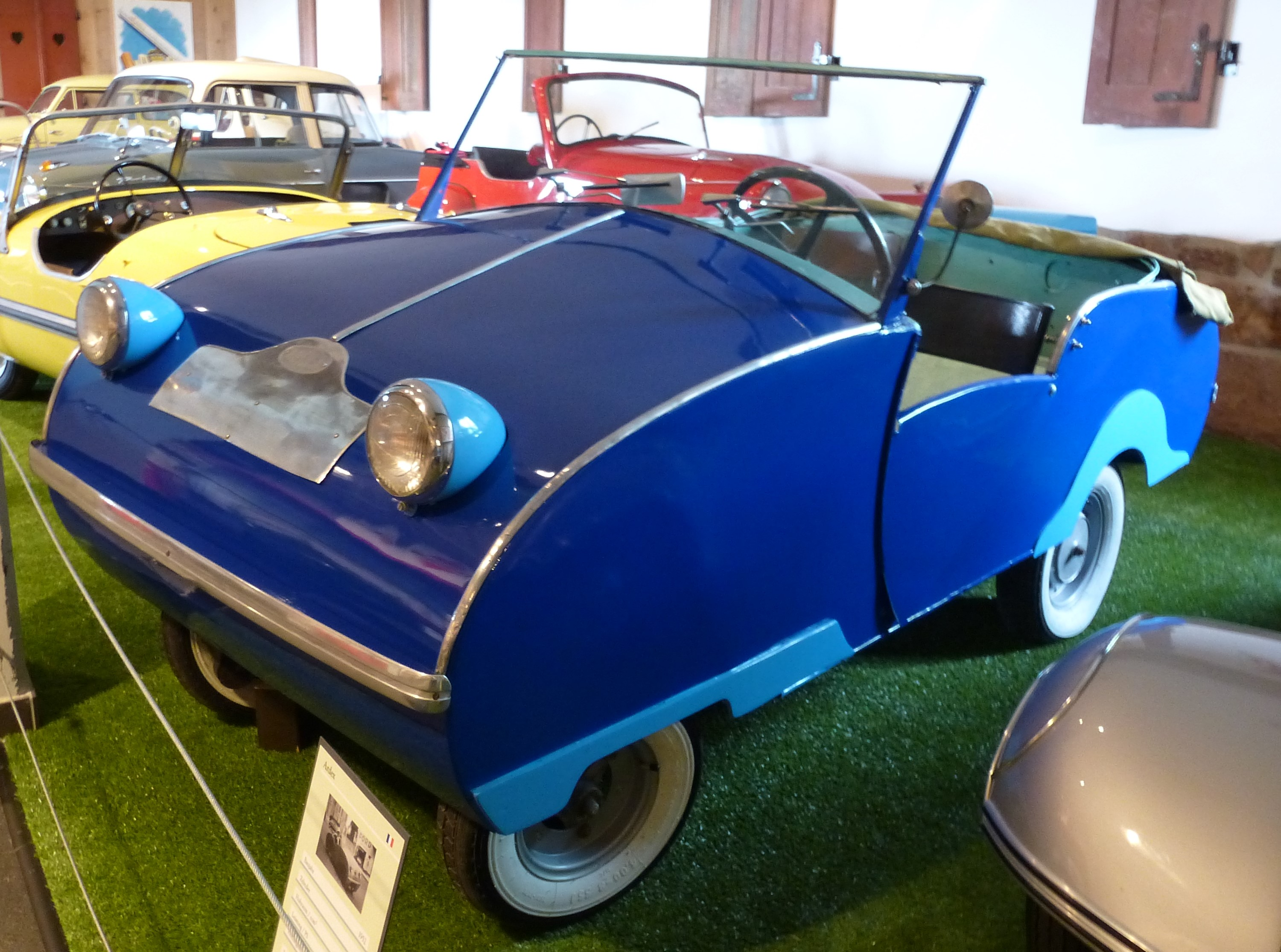
Ardex von 1952 im Auto & Traktor Museum in Uhldingen

Automobiles Ardex war ein französischer Hersteller von Automobilen.

## Unternehmensgeschichte
Das Unternehmen aus Nanterre begann 1934 mit der Produktion von Automobilen. Der Markenname lautete Ardex. 1937 endete die Produktion zunächst. Zwischen 1952 und 1955 entstanden erneut Fahrzeuge.

## Fahrzeuge
1934 stellte Ardex einen Kleinwagen im Stile des englischen Dreiradmobils Morgan her. Für den Antrieb sorgte ein V2-Motor mit 500 cm³ Hubraum. Ein vierrädriges Auto folgte 1937. Mit einem Neupreis von 5500 Französische Franc war es das billigste auf dem französischen Markt.
1952 führte Ardex einen Kleinstwagen ein. Ein Einzylinder-Zweitaktmotor der Société Anonyme Briban (SABB) mit wahlweise 100 cm³ oder 125 cm³ Hubraum trieb das Fahrzeug an. Daneben stand auch ein Einbaumotor von Fichtel & Sachs mit 50 cm³ Hubraum zur Wahl. Das Fahrzeug war 240 cm lang und 107 cm breit.